# Comuna Mokra Kalîhirka, Katerînopil
Mokra Kalîhirka (în ucraineană Мокра Калигірка) este o comună în raionul Katerînopil, regiunea Cerkasî, Ucraina, formată din satele Liubîstok și Mokra Kalîhirka (reședința).

## Demografie
Componența lingvistică a comunei Mokra Kalîhirka
     Ucraineană (99,11%)
     Alte limbi (0,66%)
Conform recensământului din 2001, majoritatea populației comunei Mokra Kalîhirka era vorbitoare de ucraineană (99,11%), existând în minoritate și vorbitori de alte limbi.